# Копья (приток Белой Холуницы)
Копья — река в России, протекает в Белохолуницком районе Кировской области. Устье реки находится в 74 км по правому берегу реки Белая Холуница. Длина реки составляет 12 км.
Река берёт начало в лесах у нежилой деревни Зеленцы в 19 км к северо-востоку от города Белая Холуница. Течёт на юго-запад, впадает в северо-восточный залив Белохолуницкого пруда, водохранилища на реке Белая Холуница. В устье садовые участки. Приток — Кунчиха (правый).

## Данные водного реестра
По данным государственного водного реестра России относится к Камскому бассейновому округу, водохозяйственный участок реки — Вятка от истока до города Киров, без реки Чепца, речной подбассейн реки — Вятка. Речной бассейн реки — Кама.
По данным геоинформационной системы водохозяйственного районирования территории РФ, подготовленной Федеральным агентством водных ресурсов:
- Код водного объекта в государственном водном реестре — 10010300212111100032195
- Код по гидрологической изученности (ГИ) — 111103219
- Код бассейна — 10.01.03.002
- Номер тома по ГИ — 11
- Выпуск по ГИ — 1